# Москва (противолодочный крейсер)
«Москва» — советский и российский противолодочный крейсер (ПКР), головной корабль проекта 1123, спроектированный Невским проектно-конструкторским бюро. Экипаж крейсера — войсковая часть 26951.

## История строительства
Строительство было начато в Николаеве 15 декабря 1962 года на Николаевском судостроительном заводе. Корабль получил заводской номер 701. 14 января 1965 года ПКР «Москва» был спущен на воду.

## История службы
- 25 декабря 1967 года вступил в строй. Входил в состав Черноморского флота (21-я бригада противолодочных кораблей).
- 31 октября 1968 года ПКР завершил выполнение задач К-1, К-2 и К-3.
- 19 сентября 1968 года ПКР (бортовой № 841) вышел на первую боевую службу в Средиземное море. За 48 суток дальнего похода[2] крейсер прошёл 11000 миль, а его вертолёты выполнили 497 дневных и ночных вылетов для поиска и слежения за атомными подводными лодками Шестого флота ВМС США[3].
- 2 апреля 1969 года крейсер принимал участие в учениях «Весна», которые проходили в акватории Чёрного моря и продолжались в течение 4 дней.
- 20 апреля 1969 года вторая боевая служба в Средиземном море. За 26 суток дальнего похода ПКР «Москва» прошёл 7304 морских мили.
- 17 августа 1969 года третья боевая служба в Средиземном море. За 28 суток дальнего похода корабль прошёл 7347 миль и принял участие в учениях «Броня».
- 3 января 1970 года четвёртая боевая служба в Средиземном море и Атлантическом океане. За 82 дня дальнего похода крейсер (бортовой № 848) прошёл 21598 миль, совершил деловой визит в порт Александрия (Египет) и принял участие в широкомасштабных учениях ВМФ СССР «Океан» в Атлантическом океане.
- 31 декабря 1970 года ПКР «Москва» был поставлен на текущий ремонт в Черноморский судостроительный завод (№ 198 г. Николаев).
- 28 октября 1971 года корабль вернулся в Севастополь и приступил к выполнение задач К-1, К-2 и К-3.
- 18 ноября 1972 года состоялась первая в истории советского флота посадка самолёта ЯК-38 с вертикальным взлётом-посадкой на палубу ПКР «Москва», стоявшего на якоре у г. Феодосии.
- 1 марта 1973 года крейсер (бортовой № 853) на пятой боевая служба в Средиземном море. За 83 дня дальнего похода крейсер прошёл 19910 миль, совершил деловой визит в порт Александрия (Египет) для оказания помощи Вооружённым силам Египта.
- 7 августа 1973 года принимал участие в съёмках художественного фильма «Океан», которые длились в течение 5 дней.
- 24 апреля 1974 года шестая боевая служба в Средиземном море. За 67 суток дальнего похода крейсер прошёл 13717 миль, совершил деловой визит в порт Риека (Югославия).
- 2 февраля 1975 года на рейде Северной бухты г. Севастополя на борту ПКР «Москва» произошло возгорание вследствие короткого замыкания. В результате пожара полностью выгорели помещение носовых дизель-генераторов, кубрик № 3, энергоотсек № 1 и большая часть носовых отсеков. Пожар удалось полностью потушить лишь через 7 часов. Три члена экипажа погибли от угарного газа (мичман Д. Н. Ткач, матросы Лукашёв и А. Н. Титов).
- 19 февраля 1975 года поставлен на средний ремонт и модернизацию в Черноморский судостроительный завод (№ 198, г. Николаев).
- 26 декабря 1976 года крейсер вернулся в Севастополь и вступив в состав 11-й бригады противолодочных кораблей 30 дивизии КЧФ, приступил к выполнению задач К-1, К-2 и К-3.
- 21 ноября 1977 года на седьмой боевой службе в Средиземном море. За 221 день дальнего похода крейсер прошёл 20509 миль, совершил официальный визит в порт Алжир (Алжир).
- 25 августа 1979 года корабль (бортовой № 104, затем № 100) на восьмой боевой службе в Средиземном море. За 190 дней дальнего похода крейсер прошёл 16307 миль, совершил деловой заход в порт Дубровник (Югославия).
- 4 июня 1980 года в связи с навигационной ошибкой ПКР «Москва» сел на мель у г. Севастополя повредив ПОУ ГАС «Орион».
- 5 марта 1981 года на девятой боевой службе в составе 5-й ОПЭСК в Средиземном море. За 154 дня дальнего похода крейсер прошёл 12840 миль, совершил деловой заход в порт Дубровник (Югославия).
- 25 февраля 1982 года десятая боевая служба в Средиземном море и Атлантическом океане. За 160 дней дальнего похода крейсер (бортовой № 106) прошёл 20058 миль, совершил деловые заходы в порты Риека (Югославия), Луанда (Ангола) и Лагос (Нигерия).
- 1 октября 1982 года крейсер поставлен на модернизацию и средний ремонт в Севморзавод им. С. Орджоникидзе (№ 201, г. Севастополь).
- 18 июня 1990 года крейсер приступил к выполнению задач К-1, К-2 и К-3.
- 14 октября 1991 года состоялась последняя (11) боевая служба в Средиземном море. За 49 дней дальнего похода крейсер (бортовой № 108) прошёл 3253 мили, совершил деловой заход в порт Тартус (Сирия).
- 27 января 1992 года ПКР «Москва» под флагом командующего КЧФ адмирала И. В. Касатонова совершил переход в г. Новороссийск, где корабль посетили президент России Б. Н. Ельцин и министр обороны, маршал авиации Е. И. Шапошников. В этом же году принимал участие в учениях в акватории Чёрного моря.
- 26 мая 1993 года состоялся последний выход ПКР «Москва» на боевое дежурство в акваторию Чёрного моря.
- В 1994 году крейсер стоял на рейде в Северной бухте г. Севастополя и в море не выходил.
- 27 апреля 1995 года выведен в резерв 2-й категории.[3].
- 22 июня 1995 года переименован в «ПКР № 108».

В год 300-летия Российского флота первый отечественный противолодочный крейсер был списан, а 7 ноября 1996 года с флагштока торжественно спущен Военно-морской флаг СССР, так и не заменённый Андреевским. Проданный на слом в Индию, корабль 27 мая следующего года на буксире навсегда покинул Севастополь. В бухте городка Аланг (Индия) он был разрезан на металлолом.
Имя «Москва» унаследовал гвардейский ракетный крейсер «Слава» проекта 1164, до 14 апреля 2022 года являвшийся флагманом Черноморского флота.

## Командиры ПКР «Москва»
За время службы кораблём командовали:
- Г. П. Копылов (17 февраля 1965 года — 11 ноября 1967 года);
- Ф. Т. Старожилов (11 ноября 1967 года — 25 сентября 1969 года);
- Б. С. Романов (25 сентября 1969 года — 15 февраля 1972 года);
- А. В. Довбня (15 февраля 1972 года — 6 ноября 1974 года);
- Л. П. Лопацкий (6 ноября 1974 года — 9 февраля 1979 года);
- С. Д. Шайкин (9 февраля 1979 года — 15 ноября 1983 года);
- В. И. Долгов (15 ноября 1983 года — 3 ноября 1985 года);
- В. И. Корчемкин (3 ноября 1985 года — 28 декабря 1986 года);
- П. В. Седой (28 декабря 1986 года — 21 июля 1989 года);
- А. В. Васько (21 июля 1989 года — 22 июля 1991 года);
- А. А. Головин (22 июля — 27 сентября 1991 года);
- В. И. Богдашин (27 сентября 1991 года — 15 мая 1996 года);
- Г. А. Нехорошев (15 мая — 7 ноября 1996 года).

## Бортовые номера
В разные годы своей службы корабль носил следующие бортовые номера:
- 155 (1967—1968)
- 841 (1968—1970)
- 857 (1970)
- 848 (1970—1972)
- 851 (1972—1973)
- 853 (1973—1976)
- 846 (1976)
- 853 (1976—1979)
- 104 (1979—1980)
- 100 (1980—1982). С этим номером  корабль был снят в кинофильме "Ответный ход".
- 847 (1982)
- 106 (1982—1991)
- 108 (1991—1996)